# Белый хастлер
«Белый хастлер» (англ. Hustler White) — фильм-драма сценариста и режиссёра Брюса Ля Брюса, который также исполнил в картине одну из главных ролей.

## Сюжет
Действие происходит в Лос-Анджелесе в районе бульвара Санта-Моника. Монти, молодой хастлер, плавает мёртвый в джакузи. Голос за кадром начинает изложение обстоятельств, которые привели юношу к гибели. Все начинается с того момента, когда некий немецкий писатель по имени Юрген Энджер останавливается в Калифорнии с целью написать книгу о гей-проституции и порнобизнесе Голливуда. Он встречает Монти и нанимает его за $ 1000, чтобы парень рассказывал о своей жизни и деталях работы. По мере развития сюжета становится ясно, что парень не погиб, а всего-навсего, ударившись головой о край джакузи, потерял сознание и захлебнулся.

## В ролях
| Актёр        | Роль         |
| ------------ | ------------ |
| Тони Уорд    | Монти        |
| Брюс Ля Брюс | Юрген Энджер |
| Алекс Остин  | Алекс        |
| Кевин Крамер | Кевин        |
| Рон Атей     | Рон          |